# 西橋勇人
西橋 勇人（にしばし はやと、1990年10月12日 - ）は、日本出身の元ラグビーユニオン選手。

## プロフィール
- 神奈川県横浜市出身。
- 現役時代のポジションはスクラムハーフ(SH)。
- 身長 170cm、体重 78kg
- ニックネームははやと、BASHI。
- 関東代表に選ばれたことがある[1]。
- 弟の誠人もラグビー選手（現・横河武蔵野アトラスターズ）[2]。

## 略歴
3歳からラグビーを始めた。
2009年、桐蔭学園高校卒業後、早稲田大学に入学した。なお桐蔭学園高校時代、主将に就任して、高校日本代表候補に選ばれたことがある。
2012年、早稲田大学ラグビー蹴球部の副将に就任した。
2013年、早稲田大学卒業後、NTTコミュニケーションズシャイニングアークスに加入。なお早稲田大学時代の同級生に伊藤平一郎、上田竜太郎、中靏隆彰、中野裕太、原田季郎、森田慶良、吉井耕平らがいる。
2014年8月23日に行われたジャパンラグビートップリーグ第1節の宗像サニックスブルース戦に先発出場で公式戦初出場を果たす。
2022年7月、NTT再編に伴う新チーム浦安D-Rocks選手スコッドに選ばれた。
2023年、現役を引退した。